# 霍伊尼采縣

53°42′N 17°33′E / 53.700°N 17.550°E
霍伊尼采縣（波蘭語：Powiat chojnicki），是波蘭的縣份，位於該國北部，由濱海省負責管轄，首府設於霍伊尼采，面積1,364平方公里，2006年人口91,585，人口密度每平方公里67人。